# Eastvale
Eastvale je město ve Spojených státech amerických. Nachází se v severozápadní části okresu Riverside County ve státě Kalifornie, a to konkrétně v jižní části státu v regionu Inland Empire. Ve městě žije přibližně 70 tisíc obyvatel a jeho rozloha činí 29,6 km². Městem je Eastvale oficiálně od 1. října 2010. Sousedí s městy Chino, Ontario, Jurupa Valley, Corona a Norco. Leží v nadmořské výšce asi 191 m n. m. 
Až do 90. let 20. století bylo město centrem zemědělství v regionu, nicméně od přelomu tisíciletí. Asi osm mil severozápadě od města leží Los Angeles County, asi 5 mil na jihovýchodě se pak nachází hranice s Orange County. Kromě toho město sousedí s územím Los Angeles County a řekou Santa Ana. V oblasti, kde se město nachází, panuje středomořské podnebí. V roce 2020 tvořili 38 % obyvatel Hispánci, 30 % Asiaté, 20 % běloši a 9 % Afroameričané. Největším zaměstnavatelem ve městě je společnost Amazon.